# Моррис, Луисмель
Луисмель Моррис Калеро (исп. Luismel Morris Calero; 14 декабря 1997, Куба) — кубинский футболист, полузащитник. Выступал за сборную Кубы.

## Биография
На взрослом уровне начинал играть в 2016 году клубе чемпионата Кубы «Камагуэй».
22 марта 2018 года дебютировал за сборную Кубы в товарищеском матче со сборной Никарагуа. 8 сентября того же года отметился дублем в матче 1-го тура отборочного турнира Лиги наций КОНКАКАФ 2019/20 против сборной Теркса и Кайкоса. Встреча завершилась победой Кубы со счётом 11:0 и стала крупнейшей победой в истории сборной. 
Летом 2019 года был включён в заявку сборной Кубы на Золотой кубок КОНКАКАФ 2019, проходивший в США. На турнире Моррис принял участие в матче 1-го тура со сборной Мексики (0:7), но в матче 2-го тура против Мартиники (0:3) остался на скамейке запасных. После игры с Мартиникой Моррис, вместе с партнёрами по сборной Рейнальдо Пересом и Даниэлем Луисом, сбежал в США. За несколько дней до этого из сборной также сбежал полузащитник Ясмани Лопес.
В 2022 году полузащитник играл за «Альбион» из Сан-Диего в Национальной независимой футбольной ассоциации и розыгрыше Открытого кубка США.